# كين ماكاولي
كين ماكاولي هو لاعب هوكي الجليد كندي، ولد في 9 يناير 1921 في إدمونتون في كندا، وتوفي في 18 يونيو 1992.

## وصلات خارجية
- كين ماكاولي على موقع دوري الهوكي الوطني (الإنجليزية)
- كين ماكاولي على موقع قاعة مشاهير الهوكي (لاعب أن.إتش.أل) (الإنجليزية)
- كين ماكاولي على موقع EliteProspects.com (الإنجليزية)
- كين ماكاولي على موقع HockeyDB.com (الإنجليزية)
- كين ماكاولي على موقع Hockey-Reference.com (الإنجليزية)